# Triple Sello
El Triple Sello es una iniciativa de protección a los derechos humanos en el ámbito de la producción agraria e industrial, promovida por un grupo de ONG (Organizaciones No Gubernamentales) e Instituciones de bien público en Sudamérica. El proceso fue coordinado inicialmente en Bolivia por el Instituto Boliviano de Comercio Exterior (IBCE) y en Argentina por la Asociación Civil Solidagro.

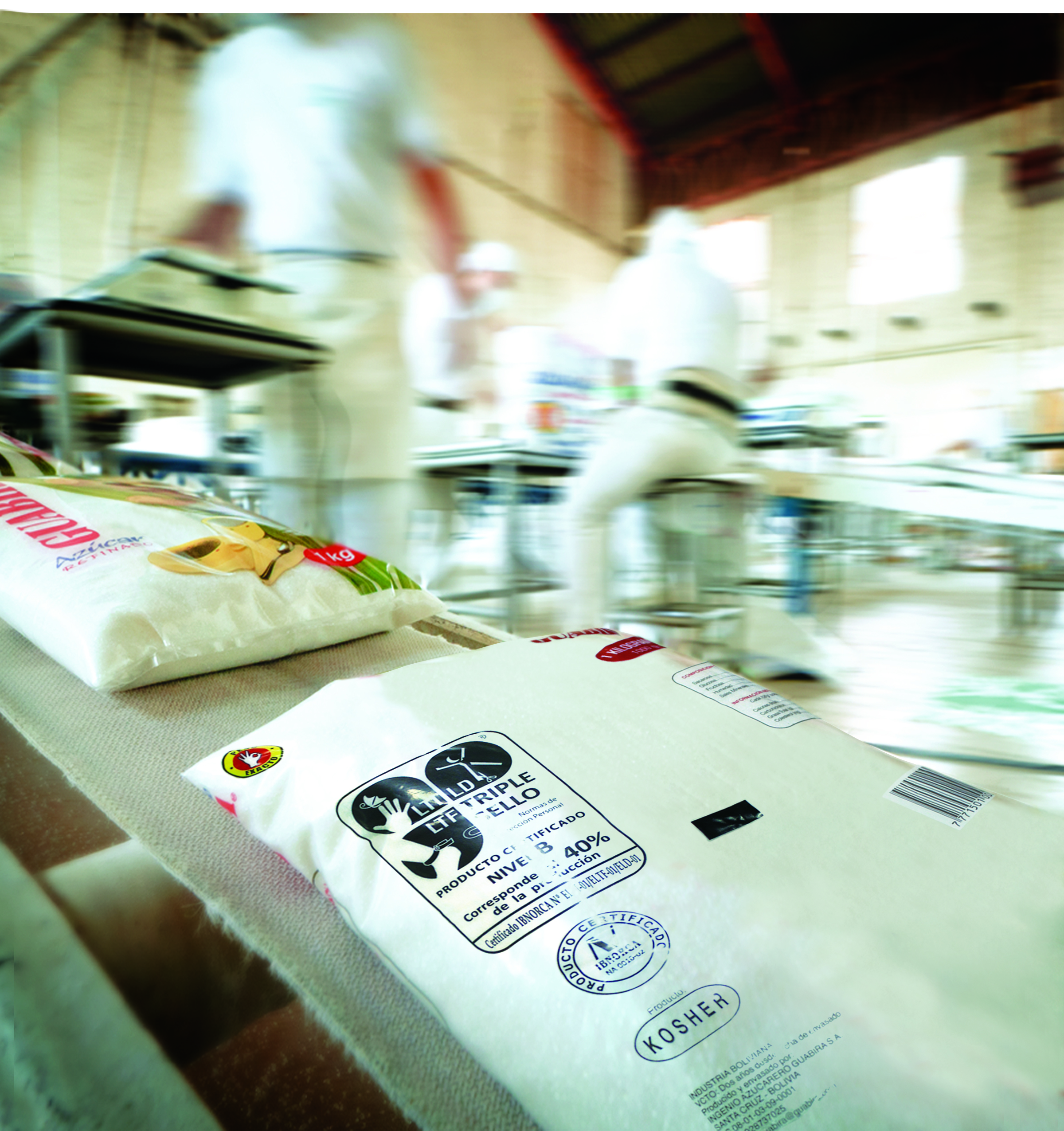
Las primeras cadenas productivas auditadas fueron las de las empresas del sector azucarero boliviano. El primer paso fue la firma de un acuerdo por el cual se comprometían a eliminar el trabajo infantil de los cañaverales.El segundo fue la certificación de sus productos con el triple sello.

El Triple Sello está conformado por normas nacionales de requisitos que, una vez aplicadas y auditadas debidamente, aseguran que un producto de origen agropecuario, agroforestal, agroindustrial, ha sido elaborado sin contar con Trabajo Infantil, Trabajo Forzoso o Discriminación en toda su cadena productiva.
Es parte de un movimiento orientado hacia el desarrollo integral, con sustentabilidad económica, social y ambiental, respetando la idiosincrasia de los pueblos, sus culturas, sus tradiciones y los derechos humanos básicos.

## Principios rectores y descripción
Los principios rectores de la iniciativa son los Convenios fundamentales de la OIT.
Como objetivo, el Triple Sello dota al sector agropecuario y agro-industrial sudamericano de una herramienta -de origen regional- para ganar un espacio en el comercio local, regional o internacional con productos primarios o finales normalizados como socialmente responsables.
La iniciativa está en la línea del movimiento de comercio justo. Una vez adoptada esta herramienta, se considera que los beneficios van desde el mejoramiento de la calidad de vida del trabajador y su familia hasta el incremento de la rentabilidad del negocio.
El Triple Sello es una certificación de producto, de aplicación voluntaria que tiene como objetivo asegurar al comprador responsable –principalmente al importador, bróker, empresa o distribuidor- que ese producto específico ha sido elaborado sin contar con Explotación infantill, Trabajo Forzoso o Discriminación en toda su cadena productiva.
Técnicamente es una declaración de primera parte con auditoría externa o de tercera parte, basada en Normas de Requisitos. El logo del Triple Sello es a su vez una marca registrada en cada país, que puede aplicarse al etiquetado de un producto, una vez que ha finalizado positivamente el proceso de aplicación a las normas.

## Historia del Triple Sello en Bolivia

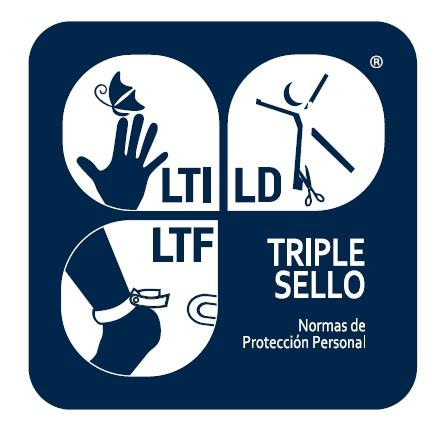
El logo del triple sello fue diseñado como un trébol de 3 hojas, correspondiendo cada una a un convenio fundamental de la OIT.

### Iniciativa
En 2007, la Secretaría de Estado de Economía de la Confederación Helvética (SECO), llevaba adelante en Bolivia la segunda fase de un programa de Cooperación Comercial, mediante un proyecto llamado “Desarrollo Exportador con Inclusión Social”.
Dentro del proyecto Desarrollo Exportador con Inclusión Social (DEIS) que tenía en marcha el IBCE, se incluía el trabajo de dotar al sector agroindustrial boliviano de herramientas de ventaja competitiva mediante sistemas de normas en áreas de derechos humanos. Estas herramientas estarían alineadas con la tendencia mundial que va hacia el consumo responsable, basado en la compra de bienes producidos bajo estándares de triple impacto (económica, social y ambientalmente responsables). Los productos deberían ser elaborados y certificados de acuerdo con las regulaciones de la OIT, la declaración universal de los derechos humanos, el Pacto global de la ONU y los protocolos sobre medio ambiente.
La creación de un sello distintivo boliviano de protección a los derechos humanos sobre las producciones de bienes y servicios responsables de origen agrario, parecía constituir un incentivo para empresarios a adelantarse a unas exigencias que forzosamente se darían en el mercado.
Sobre estas premisas, el Instituto Boliviano de Comercio Exterior (IBCE) decide, de acuerdo con el Instituto Boliviano de Normalización y Calidad (IBNORCA), UNICEF Bolivia y la oficina regional de la OIT, en 2007 impulsar el desarrollo de la herramienta.

### Comité Técnico
A fines de diciembre de 2007, el Instituto Boliviano de Comercio Exterior (IBCE) solicitó al Instituto Boliviano de Normalización y Calidad (IBNORCA) el inicio de los trabajos tendientes a la creación de una nueva Norma Técnica. Esta solicitud siguió la finalización, en noviembre de 2007, de una investigación –financiada e impulsada por Unicef en sectores y empresas del sector azucarero, en ese momento identificadas con denuncias por violaciones a derechos humanos y trabajo infantil. Inicialmente, el planteamiento del proyecto se centraba exclusivamente en evitar el trabajo Infantil. Sin embargo, y considerando los resultados de la investigación previa a la convocatoria del Comité Técnico, y la misma evolución del pensamiento dentro del grupo líder del proyecto, se planteó la posibilidad de abarcar también los temas de Discriminación y Trabajo Forzoso. Durante la reunión de apertura del Comité Técnico se acordó que se trabajaría a futuro abarcando los 3 temas dentro de la misma iniciativa, y supeditado a los resultados que se obtuvieran durante el trabajo en la primera Norma.

### Escritura de las normas
Las actividades relacionadas con la conformación de los Comités, el desarrollo de las Normas y de las instancias necesarias para llegar a obtener las NB (Normas Bolivianas) se extendieron a lo largo de 1 año y 7. El IBCE coordinó el trabajo. El IBNORCA tuvo a cargo la Secretaría Técnica del Comité. La fecha de inicio de los trabajos fue el 18 de marzo de 2008. La triple certificación se aprobó definitivamente el 23 de julio de 2009 y se comunicó oficialmente entre los días 28, 29 y 30 de julio de 2009 en Foros Nacionales desarrollados en las ciudades de La Paz, Cochabamba y Santa Cruz de la Sierra. Casi inmediatamente, se inició el proceso de capacitación a nivel nacional y se recibieron las consultas de las primeras empresas aplicantes

### Instituciones involucradas
Los organizadores y titulares de la Coordinación y Secretaría fueron el IBCE y el IBNORCA. Desde el inicio, tuvieron un espacio privilegiado la OIT y el Unicef como co-redactores de las definiciones técnicas en materia laboral y de trabajo infantil, respectivamente. La participación de los organismos gubernamentales bolivianos fue más esporádica; sin embargo, los representantes enviados fueron técnicos cuyas intervenciones enriquecieron el trabajo. El sector empresarial -representado por las cámaras forestales, agrícolas, azucareras y de comercio, fue el de mayor asistencia y constancia; la presencia del sector empresarial aportó personal con experiencia en certificaciones, auditorías y estándares internacionales.
Por último, el sector de ONG estuvo representado por 3 instituciones de base que incorporaron la experiencia del trabajo directo en las temáticas tratadas.

### Cronología[15]

#### Norma Libre de Trabajo Infantil[16]
- noviembre de 2007: Investigación en el sector azucarero sobre norma Libre de Trabajo Infantil
- 21 de diciembre de 2007: Carta de petición de apertura de Comité al IBNORCA
- enero-febrero de 2008: Preparación del material inicial de trabajo Esquema de Norma Boliviana (EQNB)
- 6 de marzo de 2008: Citación para la conformación del Comité
- 18 de marzo de 2008: Inauguración del trabajo del Comité
- abril – julio de 2008: Desarrollo de las 9 reuniones de trabajo del Anteproyecto de Norma Boliviana ANB
- 10 de agosto de 2008: Salida a Consulta Pública del ANB
- 13 de agosto de 2008: Evento – Foro en La Paz por ANB en Consulta Pública
- 10 de octubre de 2008: Finalización de la Consulta Pública
- 18 de octubre de 2008: Aprobación del Consejo Nacional de Normalización (CONNOR), entra en vigor la Norma

#### Norma Libre de Discriminación[16]
- julio - agosto de 2008: Preparación del material inicial de trabajo EQNB
- 10 de agosto de 2008: Citación para apertura de Comité
- 23 de agosto de 2008: Inauguración del trabajo del Comité sobre EQNB
- agosto – septiembre: Redacción y elaboración de ANB por parte del Comité
- 28 de septiembre de 2008: Consulta Pública del ANB
- 28 de noviembre de 2008: Finaliza etapa de Consulta Pública
- 18 de diciembre de 2008: Aprobación del Consejo Nacional de Normalización (CONNOR), entra en vigor la Norma

#### Norma Libre de Trabajo Forzoso[16]
- diciembre de 2008: Citación para apertura de Comité – preparación material
- febrero de 2008: Inauguración del trabajo del Comité
- febrero – marzo de 2009: Redacción y elaboración de EQNB por parte del Comité Técnico
- marzo de 2009: Consulta Pública del Anteproyecto de Norma Boliviana
- 4 de mayo de 2009: Finaliza etapa de Consulta Pública
- mayo de 2009: Reclamo sobre APNB por parte del Ministerio de Trabajo de Bolivia
- 5 de junio de 2009: Respuesta formal del IBNORCA ante el Ministerio de Trabajo de Bolivia
- 23 de junio de 2009: Reunión del Comité con el ministro y funcionarios
- 1.ª quincena de julio de 2009: Se destraban inconvenientes en el Ministerio de Trabajo
- 23 de julio de 2009: Aprobación del Consejo Nacional de Normalización (CONNOR), entra en vigor la Norma

### Normativa
Por tanto, la totalidad de los documentos que componen el Triple Sello en Bolivia al final del proceso son:
1. Para la Certificación Libre de Trabajo Infantil: NB 56010 y NB 56011
2. Para la Certificación Libre de Discriminación: NB 56012 y NB 56013
3. Para la Certificación Libre de Trabajo Forzoso:NB 56014 y NB 56015

### Actualizaciones
En 2017 se presentó una actualización de la normativa a través del proyecto de Norma Boliviana 113001, que adecúa el Triple Sello a los requerimientos de la ISO/IEC 17067.

## Historia del Triple Sello en Argentina

### Origen

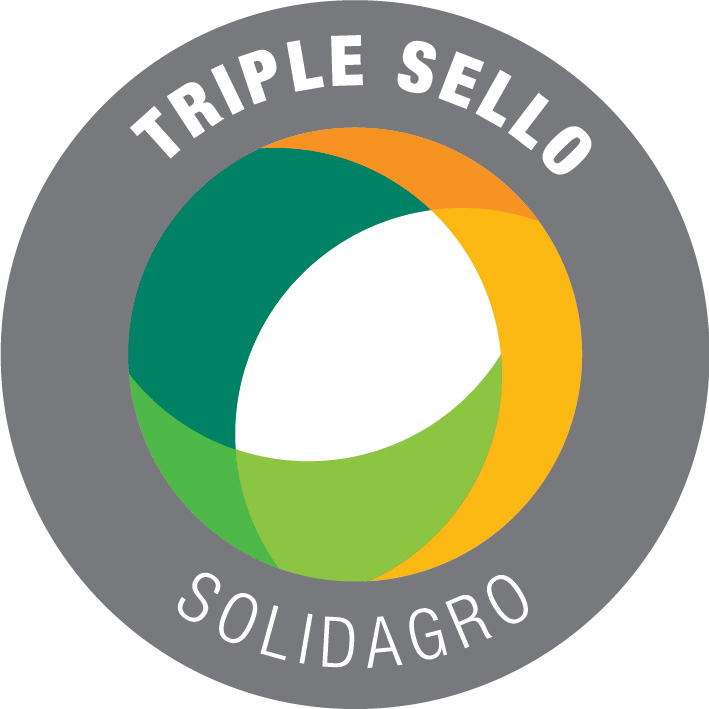
El logo del Triple sello en Argentina se diseñó para expresar su vinculación con las acciones de triple impacto.

La ONG Solidagro -una institución de tercer grado, privada y sin fines de lucro, creada el 15 de mayo de 2003 cuyo objetivo primordial es la promoción, protección y desarrollo de sectores rurales y semirrurales vulnerables inició la vinculación con el IBCE en el año 2012, para la replicación de la experiencia en el país. La plataforma de sustentabilidad de Solidagro comenzó a trabajar desde 2014 sobre aspectos de la agroindustria argentina, que presentan posibilidades de mejora, debido a la presencia de denuncias de trabajo infantil y forzoso en algunas producciones argentinas, como la yerba mate, los arándanos, el tabaco y en la agricultura extensiva.
A partir de este trabajo, a inicios de 2018 se comienza con el desarrollo de la herramienta, adaptación del triple sello boliviano, que también se llamaría Triple Sello, como una norma de requisitos certificable de manera voluntaria como declaración de primera parte con auditoría de tercera parte. A través de ella, las Empresas podrían adaptar su producción y declarar a sus productos libres en toda su cadena productiva de Trabajo infantil, Trabajo forzoso y Discriminación.

### Determinación de objetivos
A partir de la experiencia recibida de Bolivia se trabajó con los siguientes objetivos:
- Proporcionar a las empresas que no integran el trabajo infantil, el trabajo forzoso o las prácticas discriminatorias en la cadena de valor de sus productos, una herramienta visible para garantizar su adecuada reputación y mercado.
- Proporcionar a las empresas que están en el proceso de eliminación del trabajo infantil, el trabajo forzoso o las prácticas discriminatorias en su cadena de valor, una norma de requisitos que facilite la adecuación de su cadena productiva al objetivo de elaborar productos sin trabajo infantil.
- Brindar a compradores, brokers, consumidores e instancias gubernamentales un sello de reconocimiento y una herramienta que puede exigirse en determinados ámbitos.
- Brindar a los productos de exportación argentinos una herramienta más de reconocimiento de calidad en producción.

### Proceso de adaptación de la normativa
De acuerdo con lo contemplado en la normativa argentina, se pudo aplicar el estándar en el país, por ser Bolivia socio externo del Mercosur, con la adaptación necesaria. Las normas bolivianas se adaptaron a la realidad específica productiva y legal argentina. Para desarrollar el trabajo con un sistema semejante al boliviano, se conformó un comité técnico que analizó las normas de fundamentos y normas de requisitos. De ese trabajo, se sintetizaron las NB 56010, NB 56012 y NB 56014 en una única norma de Fundamentos, clasificaciones y definiciones de las normas Libre de Trabajo Infantil, Libre de Trabajo Forzoso y Libre de Discriminación. Las otras 3 normas bolivianas (NB 56011, NB 56013 y NB 56015) conservaron la misma división en la versión argentina.

### Instituciones involucradas
El comité técnico fue conformado por: Solidagro Asociación Civil, la Coordinadora de las Industrias de Productos Alimenticios (COPAL), la Sociedad Rural Argentina (SRA), la Universidad Austral a través de su Centro Walmart de Conciliación Familia y Empresa, la Universidad San Pablo T, el Centro Azucarero Argentino (CAA), el Registro Nacional de Trabajadores Rurales y Empleadores (RENATRE) y la certificadora Control Union Argentina.
En el proceso participaron también el Organismo Argentino de Acreditaciones y el Instituto Argentino de Normalización y Certificación. Asimismo fueron consultados la Dirección de Responsabilidad Social del Ministerio de Desarrollo y Salud, la Dirección de protección e Igualdad Laboral del Ministerio de Trabajo y Seguridad Social y la Secretaría de Agroindustria del Ministerio de la Producción.

### Presentación ante el IRAM
El día 20 de julio de 2018, Solidagro presentó formalmente ante el IRAM la solicitud de un nuevo estudio para que las Normas que conforman el Triple Sello salgan del ámbito privado exclusivo para ser normas argentinas. Si el Comité del IRAM aprueba las normas, el IRAM pasaría a ser el propietario del esquema.